# Новодворовка
Новодво́ровка (каз. Новодворовка) — село у складі Тайиншинського району Північноказахстанської області Казахстану. Входить до складу Яснополянського сільського округу, раніше було центром ліквідованої Новодворовської сільської ради.
Населення — 145 осіб (2021; 349 у 2009, 701 у 1999, 461 у 1989).
Національний склад станом на 1989 рік:
- німці — 100 %.